# 石川光明
石川 光明（いしかわ こうめい / みつあき、1852年10月1日 - 1913年7月29日）は江戸浅草出身の彫刻家。浮き彫りを多用する技巧的作風などで知られ、高村光雲と並び明治の彫刻界を牽引した。

## 経歴

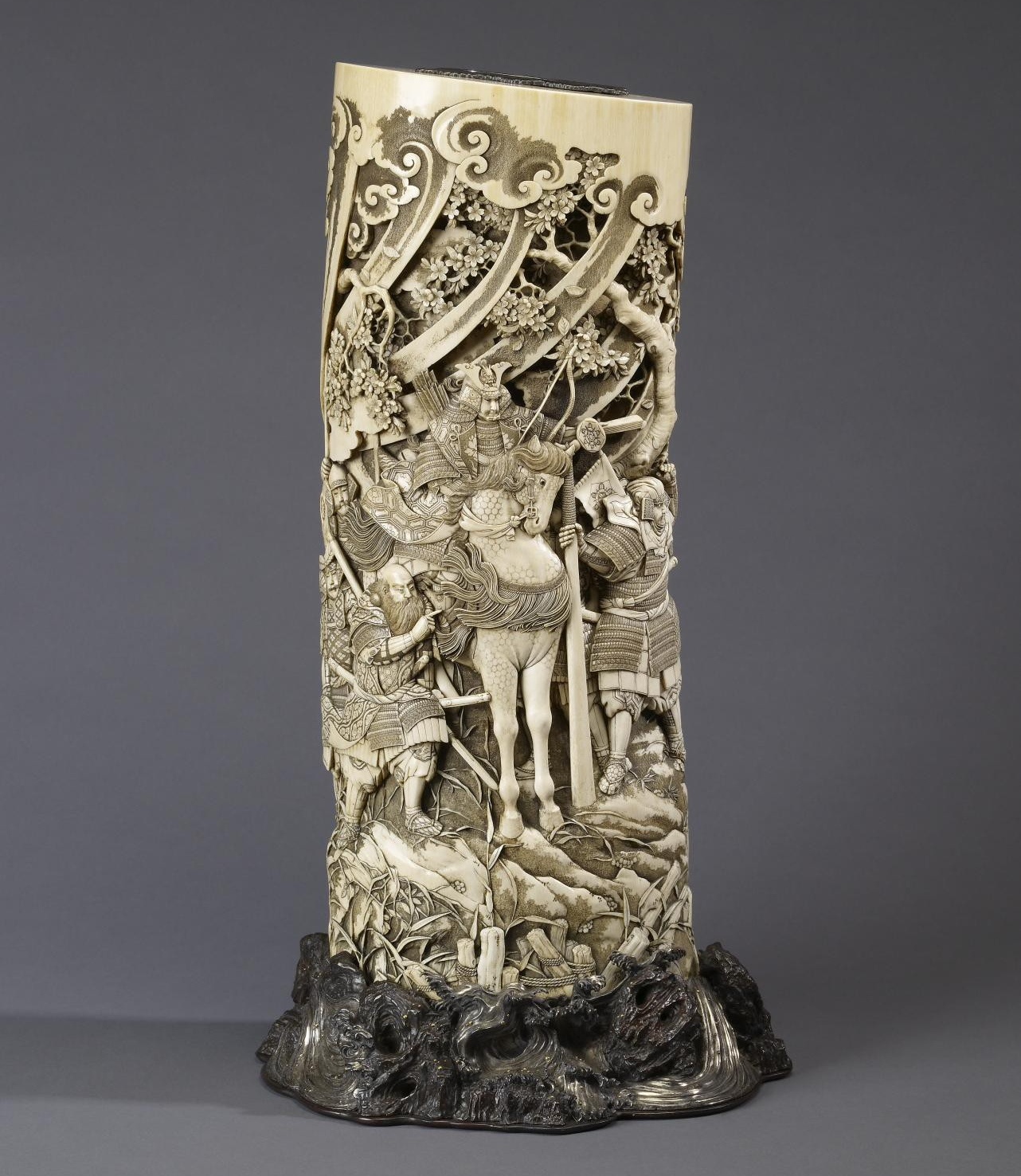
源義経と家臣を描いた象牙彫刻（1880年頃、明治時代、ウォルターズ美術館蔵）

家は代々武州深谷中瀬村（埼玉県深谷市中瀬）で宮彫大工をしていたが、曽祖父の代に江戸へ出ると幕府の御用工匠を務めた。祖父・藤吉は浅草寺雷門を手掛けその名を知られたという。光明は幼名を藤太郎と言い、数え3歳で父を、9歳で祖父を亡くすと、駒形に住む叔父の家で家業の宮彫を習った。続いて1862年（文久2年）には狩野寿信に入門し絵画を、1886年（慶応2年）からは根付師の菊川正光弟子入りし牙彫を学んだ。その仕事は非常に早く、佳作とされる柴田是眞座像さえほぼ一日で彫り上げたとされる。
1872年（明治5年）に21歳で独立し北松山町に居を構える。1877年（明治10年）8月、26歳の時に名を光明と改め、壽山と號し、住まいを喬松閣と称した。1878年（明治11年）には旭玉山と共に後の東京彫工会となる彫刻の研究会を始める。1881年（明治14年）の第2回内国勧業博覧会出品の「牙彫魚籃観音像」と「嵌入の衝立」はともに妙技二等賞受賞。1882年（明治15年）に同い年の高村光雲と出会い、互いに良き理解者として親交を深めた。彼らは共に、1890年（明治23年）帝室技芸員（10月2日）、東京美術学校教授、文部省の美術展覧会審査員などを歴任し、東京彫工会で近代彫刻の発展に尽力した。また絵師の河鍋暁斎とも親しく付き合い、1889年（明治22年）4月の暁斎臨終にも立ち会っている。
1888年（明治21年）竣工の皇居造営の際には御学問所等の彫刻を担当。1893年（明治26年）のシカゴ万国博覧会に出展した「浮彫観音菩薩像」で優等賞、1895年（明治28年）の第4回内国勧業博覧会に出展した「木彫軍鶏」で妙技二等賞を受けた。1900年（明治33年）のパリ万国博覧会に出展した「古代鷹狩置物」は金賞、1907年（明治40年）の東京勧業博覧会と1910年（明治43年）の日英博覧会に出展した「額面群羊図」では一等賞と名誉金賞を受賞している。またこの日英博覧会において絵画彫刻の名品コレクターである榛原直次郎が保有する「相撲」が出品されており、この作品は「光明氏明治40年代の傑作」と評された。「古代鷹狩置物」は今日では光明の代表作とされ、旭玉山の「官女置物」と並んで明治牙彫屈指の傑作と言われる。光明は陶磁器の目利きにも長けており、長年かけて木米など多数の古器を蒐集していたが、1911年（明治44年）谷中天王寺近くにあった自宅が火事に巻き込まれた際に灰燼と化している。
光明は1910年（明治43年）頃から胃を患い仕事が殆どできなくなっていた。そんな中で1913年（大正2年）春に病床で聖徳太子童形御像を、6月には翁面丸額を共に桜材より彫り、同年7月29日に没す。生涯最後に制作したとされる上記二作品は日本橋の鼈甲珊瑚問屋・小川専助が所持していたが、1923年（大正12年）9月に起きた関東大震災で惜しくも焼失した。

## 作品

「相撲」1908年［木彫刻］

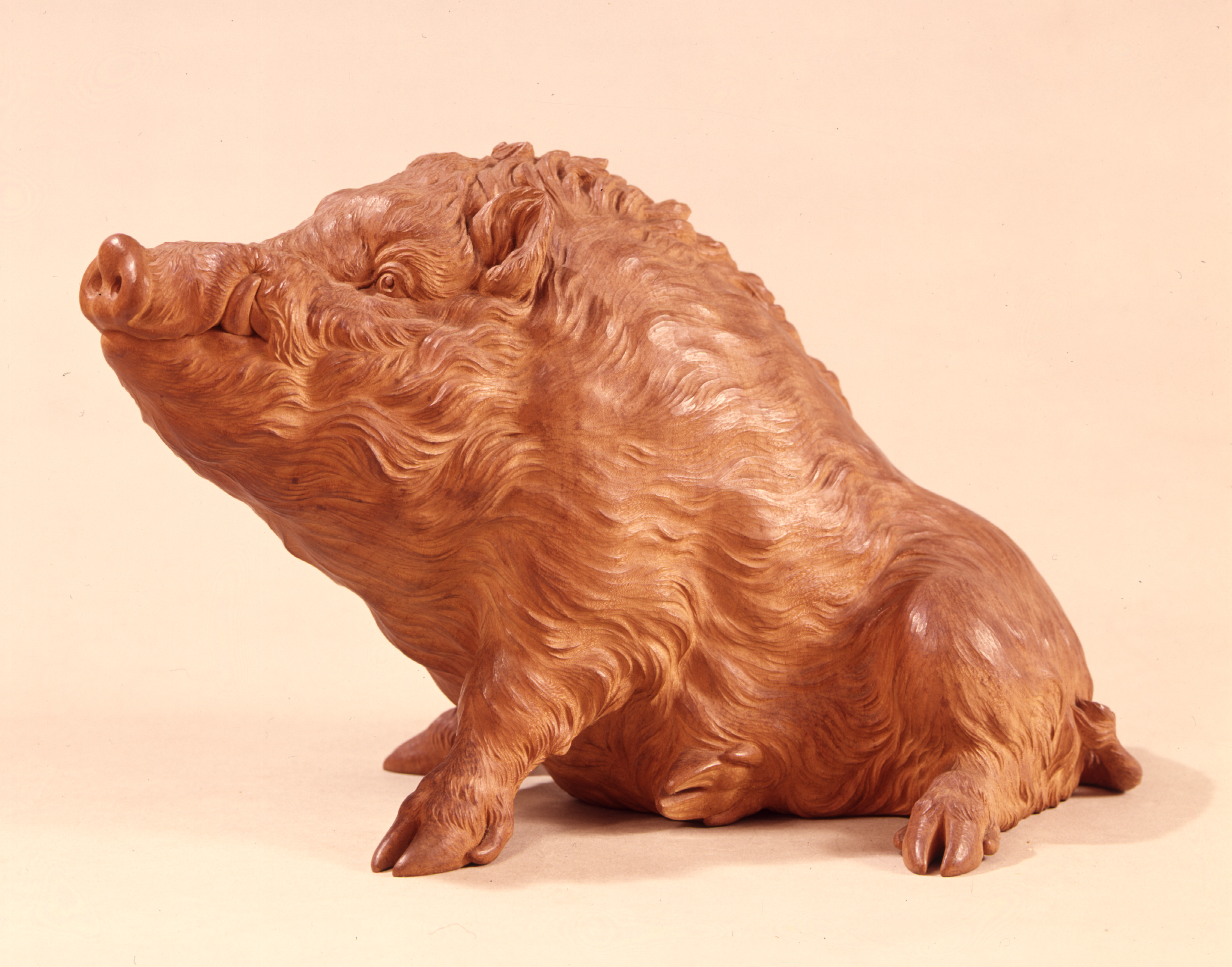
「野猪」1912年（木彫刻）

- 「軍鶏置物」 桜材、木彫 三の丸尚蔵館蔵 明治20-30年代[4]
- 「古代鷹狩置物」 牙彫 三の丸尚蔵館蔵 1900年（明治33年）のパリ万国博覧会出品
- 「野猪」 東京国立博物館蔵 1912年（大正元年）
- 「相撲」木彫 1908年（明治41年）日英博覧会［1910年榛原直次郎出品］

## 家族
- 石川周信（高祖父） - 別名勝右衛門。武州深谷より江戸へ出て御用工匠を務めた。上州花輪の名人・銀八門下[8]。
- 石川信豊（曾祖父） - 周信の二男、別名藤吉。1839年（天保10年）没。
- 石川豊光（祖父） - 別名藤太郎[注釈 1]。浅草寺の雷門を手掛ける。1860年（万延元年）没[1]。
- 石川朝光（父） - 別名藤吉。東本願寺別院の彫刻を手掛けた[9]。1854年（安政元年）30代前半で早世。
- さだ（妻） - 鈴木文右衛門の末娘、1875年（明治8年）結婚。
- こう子（長女） - 1876年（明治9年）生まれ、斎藤氏に嫁ぐ。
- けい子（二女） - 1879年（明治12年）生まれ、日本画家の木村武山に嫁ぐ。
- 照子（三女） - 1882年（明治15年）生まれ、彫刻家・石川確治に嫁ぐ。
- 石川光春（長男） - 1884年（明治17年）生まれ、第一高等学校で植物学を教えた[1]。

## エピソード
高村光雲は、明治14年に行われた第2回勧業博覧会に出品していた光明の「薄肉の額」を見てその才能に感服し、牙彫の世界では彼の右に出るものはいないと一方的に彼を認識していた。そこにたまたま仲介人により光明の方から光雲を紹介してほしいという申し出があり初顔合わせとなった。それ以降二人は親交を深め、光明は光雲の影響により、木彫も手がけるようになる。郭子儀や聖徳太子など光雲と同じ題材や構図で木彫作品を制作しており、木彫家の光雲の影響が大きかったことが伺える。